# Cratere Elinor
Elinor è un cratere d'impatto presente sulla superficie di Titania, il maggiore dei satelliti di Urano, a 44,8° di latitudine sud e 333,6° di longitudine est. Il suo diametro è di circa 75 km.
Il cratere è stato battezzato dall'Unione Astronomica Internazionale con riferimento ad un personaggio del dramma storico shakespeariano Re Giovanni, la regina Eleonora, madre di Giovanni.